# ألان هانكس
ألان هانكس هو سياسي أمريكي، ولد في 4 أبريل 1960. انتخب عضو مجلس نواب داكوتا الجنوبية ‏.